# Petar Stošković
Petar Stošković (Dordrecht, 25 juli 1993) is een Servisch-Nederlands voetballer die als doelman speelt.

## Carrière
Petar Stošković speelde in de jeugd van VV Woudrichem, waar hij als A-junior al bij de selectie van het eerste elftal zat. In 2011 vertrok hij naar FC Den Bosch, waar hij voor Jong FC Den Bosch speelde, en bij het eerste elftal alleen op de bank zat. In 2014 vertrok hij naar VV UNA, waarmee hij in 2016 naar de Tweede divisie promoveerde, en een seizoen later weer naar de Derde divisie degradeerde. In 2018 vertrok Stošković naar FC Dordrecht, waar hij in het betaald voetbal debuteerde op 25 september 2018. Dit was in de met 1-0 verloren uitwedstrijd tegen Almere City FC in het toernooi om de KNVB beker. In 2020 ging hij naar OFC.

### Statistieken
| Seizoen                        | Club           | Land           | Competitie        | Competitie | Competitie | Beker | Beker | Overig | Overig | Totaal | Totaal |
| Seizoen                        | Club           | Land           | Competitie        | Wed.       | Dlp.       | Wed.  | Dlp.  | Wed.   | Dlp.   | Wed.   | Dlp.   |
| ------------------------------ | -------------- | -------------- | ----------------- | ---------- | ---------- | ----- | ----- | ------ | ------ | ------ | ------ |
| 2012/13                        | FC Den Bosch   | Nederland      | Eerste divisie    | 0          | 0          | 0     | 0     | –      | –      | 0      | 0      |
| 2013/14                        | FC Den Bosch   | Nederland      | Eerste divisie    | 0          | 0          | 0     | 0     | 0      | 0      | 0      | 0      |
| 2014/15                        | VV UNA         | Nederland      | Topklasse zondag  | 26         | 0          | 1     | 0     | –      | –      | 26     | 0      |
| 2015/16                        | VV UNA         | Nederland      | Topklasse zondag  | 29         | 0          | 1     | 0     | 1      | 0      | 31     | 0      |
| 2016/17                        | VV UNA         | Nederland      | Tweede divisie    | 33         | 0          | 3     | 0     | 2      | 0      | 38     | 0      |
| 2017/18                        | VV UNA         | Nederland      | Derde divisie zo. | 29         | 0          | 1     | 0     | 2      | 0      | 32     | 0      |
| 2018/19                        | FC Dordrecht   | Nederland      | Eerste divisie    | 4          | 0          | 1     | 0     | –      | –      | 5      | 0      |
| 2019/20                        | FC Dordrecht   | Nederland      | Eerste divisie    | 12         | 0          | 2     | 0     | –      | –      | 14     | 0      |
| Carrièretotaal                 | Carrièretotaal | Carrièretotaal | Carrièretotaal    | 133        | 0          | 9     | 0     | 5      | 0      | 147    | 0      |
| Bijgewerkt op 14 augustus 2020 |                |                |                   |            |            |       |       |        |        |        |        |